# Río Patuca
Río Patuca är ett vattendrag i Honduras. Det ligger i den östra delen av landet, 400 km nordost om huvudstaden Tegucigalpa.